# Église de Karstula
L’église de Karstula (finnois : Karstulan kirkko) est une église luthérienne située à Karstula en Finlande,.

## Description

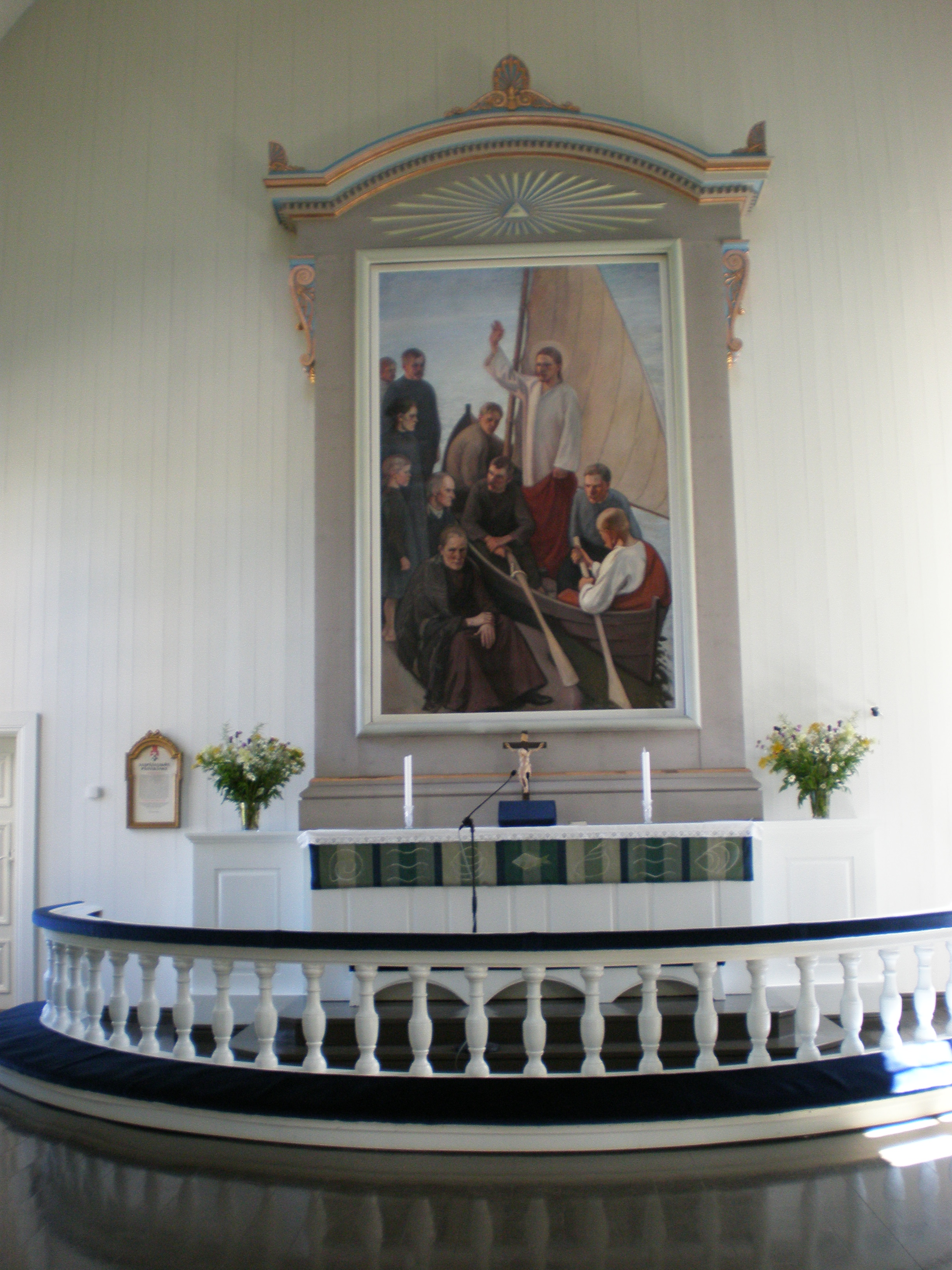
Le retable peint par Pekka Halonen.

L'église construite en rondins est coiffé d'une coupole carrée dotée de vitraux.
L'édifice, est terminé en 1853 de style Empire.
Sa construction est dirigée par Jaakko Heikinpoika Kuorikoski selon les plans d'Anders Fredrik Granstedt.
Le clocher séparé est bâti en 1815 par Simon Juvelin. 
Il est rénové en 1861 par Lars Henrik Kuorikoski. 
Ses cloches datent de 1812 et de 1818.
L'église est rénovée en 1904 selon les plans de Josef Stenbäck.
Elle est à nouveau rénovée dans les années 1950 sous la direction de Kauno Kallio.
En 2003, l'église acquiert un orgue numérique de la société Allen Organ Company (en).
Le retable peint par Pekka Halonen représente la scène Le Christ s'adresse à ses disciples au bord du lac de Tibériade. 
L'église a aussi des peintures décoratives d'Urho Lehtinen.
Dans l'entrée on peut voir une sculpture du Bon berger ainsi qu'une statue de pauvre homme